# 363P/Lemmon
Pour les articles homonymes, voir Comète Lemmon.
363P/Lemmon est une comète périodique tout d'abord identifiée comme un astéroïde découvert le 3 novembre 2011 par le programme de relevé astronomique Mount Lemmon Survey et recevant le nom de 2011 VJ5. Une activité cométaire est détectée lors d'observation réalisées par le programme Catalina Sky Survey en février 2012.
L'astre identifié dès lors comme une comète est retrouvé le 19 novembre 2017 par l'astronome Pablo Ruiz avec le télescope OGS installé à l'observatoire du Teide et reçoit la dénomination définitive 363P/Lemmon.